# 祖輪山
祖輪山，位於台灣花蓮縣秀林鄉富世村，峰頂海拔1,599公尺。該山為陶塞溪與其支流大沙溪的分水嶺，山頂立有三等三角點6363號，另立有台電三角點007號。
祖輪山位於太魯閣國家公園轄區內，附近有中部橫貫公路（省道台8線）著名景點天祥。
2006年，祖輪山入選新版台灣小百岳。2017年，因道路崩壞而被除名，改為卡拉寶山。:238